# Quimperův poloostrov
Quimperův poloostrov se nachází na severovýchodu Olympijského poloostrova v americkém státě Washington. Své jméno nese po peruánském mořeplavci ve španělských službách, Manuelu Quimperovi, který jako kapitán lodi Princesa Real prozkoumal v létě 1790 severní a jižní pobřeží úžiny Juana de Fucy. Španělé nejprve po Quimperovi pojmenovali jiný záliv, ten ale George Vancouver přejmenoval na Nový Dungenesský. V roce 1838 se ke Quimperovu poloostrovu dostal Charles Wilkes a přejmenoval jej na Dickersonův, později ale americká pobřežní správa změnila jméno zpět na Quimperovo.
Poloostrov ohraničuje na západě záliv Discovery Bay, na severu úžina Juana de Fucy a na východě Townshendův záliv. Od pevniny se vzdaluje severním směrem až do vzdálenosti 12 kilometrů, kde zatáčí severovýchodním směrem až o 7 kilometrů později končí na mysu Point Wilson. Šířka poloostrova většinou nepřekračuje 7 kilometrů a poloostrov rovněž tvoří nejzápadnější hranici úžiny Admirality.
Přestože se jedná o geograficky nejizolovanější část okresu Jefferson, je poloostrov ekonomicky nejrozvinutější a nejhustěji obydlenou částí okresu. Jediné město okresu a zároveň okresní město, Port Townsend se nachází na poloostrově, kde jsou také rozesety menší vesnice jako Cape George, Port Hadlock-Irondale a Chimacum.
Při příchodu prvních evropských průzkumníků v 18. století a osadníků ve století následujícím se na severní straně poloostrova nenacházely žádné indiánské osady. Důvodem byl přístup k pitné vodě, který byl díky vodním tokům pouze na jihu. Jihovýchodní pobřeží obývali Čimakumové a jihozápadní zase Klallamové. Kvůli silným přílivovým a odlivovým proudům v úžině Admirality indiáni cestující přes úžinu Juana de Fucy nebo Pugetův záliv často přenášeli své kánoe po poloostrově, konkrétně po prérii Kah Tai, která se nacházela na místě dnešního města Port Townsend.